# 小行星8498
小行星8498（英語：8498 Ufa）是一颗围绕太阳公转的小行星。1990年9月15日，柳德米拉·瓦斯列娜·朱然勒娃在克里米亚发现了此天体。
这颗小行星的绝对星等为45.47196555390647等。